# Piaractus
Piaractus – rodzaj słodkowodnych ryb z rodziny piraniowatych (Serrasalmidae).

## Występowanie
Ameryka Południowa – w dorzeczach Amazonki, Orinoko i Parany.

## Klasyfikacja
Gatunki zaliczane do tego rodzaju:
- Piaractus brachypomus – pirapitinga[3]
- Piaractus mesopotamicus

Gatunkiem typowym jest Myletes brachypomus (P. brachypomus).